# Скафтымов, Александр Павлович
Алекса́ндр Па́влович Скафты́мов (28 сентября [10 октября] 1890 — 26 января 1968) — российский и советский литературовед, фольклорист, этнограф, доктор филологических наук (1938), профессор (1923). Заслуженный деятель науки РСФСР (1947).

## Биография
Родился в семье священнослужителя (протоиерей Павел Ильич Скафтымов настоятель Рождество-Богородицкой церкви с. Столыпино Вольского уезда Саратовской губернии). Первоначальное образование получил в семье. Затем учился в Саратовском духовном училище и Саратовской духовной семинарии (до 4 класса). После 4 класса семинарии поступил и в 1913 году окончил историко-филологический факультет Варшавского университета. С 1913 года преподавал в гимназиях, сначала в Астрахани, затем в Саратове. С 1918 года работал в Саратовском университете, с 1921 доцент, с 1923 профессор. Литературовед К. Исупов отмечает, что в 1910—1940 годы Саратовский университет был интеллектуальным оазисом, где работали «в 1917—1921 профессор кафедры русского языка и литературы Н. Пиксанов, председатель научного сообщества С. Франк. В военные годы прошли в Саратове для Б. Эйхенбаума. Там же были лингвисты М. Фасмер и Н. Дурново, этнографы и фольклористы Юрий и Борис Соколовы, Е. Покусаев». Ещё в 1920 году неокантианец В. Сеземан «приветствовал в стенах университета медиевиста и философа Г. Федотова, в недавнем прошлом редактора-издателя журнала „Свободные голоса“, органа философско-религиозного кружка А. Мейера „Воскресение“, куда входили Д. Лихачёв, Л. Пумпянский и М. Бахтин».
В 1931 году был ликвидирован филологический факультет Саратовского университета (восстановлен в 1942). В этом промежутке Скафтымов работал заведующим кафедрой русской литературы Саратовского педагогического института, с 1931 по 1937 также декан факультета языка и литературы этого института.

### Семья
Жена Ольга Александровна Скафтымова (Знаменская, 1884—1978), преподаватель французского языка. В 1935 году арестована по ложному обвинению, находилась в ссылке в Карлаге до 1939.
Сын Павел (1918—1937), умер от туберкулёза.
Дочь Людмила (1939), профессор Санкт-Петербургской консерватории.

## Библиотека учёного
Александр Павлович многие годы собирал личную библиотеку. После смерти учёного, по завещанию, вдова передала её в состав фонда Зональной научной библиотеки Саратовского университета. В настоящее время коллекции А. П. Скафтымова в составе фонда СЗНБ присвоен статус книжного памятника федерального значения. Библиотекой подготовлена интернет-страница А. П. Скафтымова с материалами, хранящимися в фонде.

## Основные работы
- Поэтика и генезис былин : очерки — Саратов ; Москва : Изд-во В. З. Яксанова, 1924. — 224 с. Библиогр. обзор: "Материалы и исследования по изучению былин с 1896 года по 1923 год.
  - Поэтика и генезис былин / А. П. Скафтымов; вступ. ст. В. К. Архангельской. 2-е изд. — Саратов : Изд-во Сарат. ун-та, 1994. — 320 с. : портр. Материалы и исслед. по изуч. былин с 1896 по 1923 г.: библиогр. обзор: с. 192—286.
- Жизнь и деятельность Н. Г. Чернышевского. — Саратов : Сарат. обл. гос. изд-во, 1939. — 100 с. (2-е изд., 1947)
- Статьи о русской литературе. — Саратов : Кн. изд-во, 1958. — 392 с.

Посмертные издания
- Нравственные искания русских писателей: статьи и исследования о русских классиках / вступ. ст. Е. И. Покусаева, А. А. Жук. — М.: Художественная литература, 1972. — 544 с. : портр.
- Поэтика художественного произведения / сост. В. В. Прозоров, Ю. Н. Борисов; вступ. ст. В. В. Прозорова. М.: Высшая школа, 2007. — 536 с. : портр. (Классика литературной науки). ISBN 978-5-06-005319-7
- Собрание сочинений : в 3 т. / сост.: Ю. Н. Борисов, А. В. Зюзин; вступ. ст. Е. П. Никитиной; подгот. текста: В. В. Биткинова, А. В. Зюзин при участии Ю. Н. Борисова, Е. В. Кузьменковой, О. А. Фисенко; библиогр. ред. А. В. Зюзин; примеч.: В. К. Архангельской, Н. М. Беловой, Ю. Н. Борисова, Л. Г. Горбуновой, Н. Н. Мостовской, Н. В. Новиковой, Г. Ф. Самосюк; редкол.: Ю. Н. Борисов (отв. ред.), В. В. Прозоров, Л. А. Скафтымова. Самара : Изд-во «Век # 21», 2008. Т. 1. 444 с.; Т. 2. 512 с.; Т. 3. 544 с. : фот. (Российская филология XX века). ISBN 5-182-76542-8